# Varietà invariante
In matematica, in particolare nell'analisi dei sistemi dinamici, la varietà invariante è una varietà topologica invariante rispetto all'azione di un sistema dinamico; ad esempio sono invarianti la varietà centrale, la varietà stabile e instabile.
Le varietà invarianti sono spesso definite a partire da "perturbazioni" di un sottospazio invariante al quale sono tangenti in prossimità di un punto di equilibrio.

## Definizione
Dato un generico sistema dinamico, descritto dall'equazione differenziale ordinaria:
{\displaystyle {\frac {dx}{dt}}=f(x)\qquad x\in \mathbb {R} ^{n}}
sia {\displaystyle x(t)=\phi _{t}(x_{0})} il relativo flusso, soluzione dell'equazione con la condizione iniziale {\displaystyle x(0)=x_{0}}. 
Un insieme {\displaystyle S\subset \mathbb {R} ^{n}} è detto insieme invariante per l'equazione differenziale se, per ogni {\displaystyle x_{0}\in S}, la soluzione {\displaystyle t\mapsto \phi _{t}(x_{0})}, definita sul suo massimo intervallo di esistenza, ha immagine in {\displaystyle S}. In alternativa, l'orbita passante per ogni {\displaystyle x_{0}\in S} è in {\displaystyle S}. Se l'insieme {\displaystyle S} è una varietà, viene chiamato varietà invariante.